# Крам, Милдред
Ми́лдред Рэ́нсом Крам (англ. Mildred Ransom Cram; 17 октября 1889, Вашингтон, США — 4 апреля 1985, Санта-Барбара, Калифорния, США) — американская писательница и сценаристка. Номинантка на премию «Оскар» (1940) в номинации «Лучший литературный первоисточник» за фильм «Любовный роман» (1939).

## Биография и карьера
Милдред Рэнсом Крам родилась 17 октября 1889 года в Вашингтоне, США, в семье Нейтана Доу и Мэри Оливии (Куинн) Крам. Была замужем за Клайдом Стэнли МакДауэллом.
Её рассказ «Странные дела» был включён в сборник рассказов О. Генри за 1921 год. По ряду её рассказов и романов были сняты фильмы. Она также была номинирована, вместе с Лео Маккэри, на премию «Оскар» (1940) в номинации «Лучший литературный первоисточник» за фильм «Любовный роман» (1939) .
Джеральд Кларк написал в своей биографии «Будьте счастливы: Жизнь Джуди Гарленд», что Крам была любимым автором Тайрона Пауэра. Пауэр познакомил Гарленд с романом Крам «Навсегда», которую Гарленд могла, со временем, «процитировать слово в слово».
Крам скончалась 4 апреля 1985 года в Санта-Барбаре (штат Калифорния, США) на 96-м году жизни.

### Романы
- 1936 — «Все королевские лошади» / All The King's Horses
- 1940 — «Королевство невинных» / Kingdom of Innocents

### Собрания сочинений
- 1923 — «Странные вещи» / Stranger Things
- 1971 — «Навсегда» / Forever
- 1971 — «Обещания» / The Promise

### Брошюры
- 1935 — «Навсегда» / Forever
- 1949 — Обещания» / The Promise

### Рассказы
- 1921 — «Странные вещи» / Stranger Things
- 1923 — «Лотос в доме Митчелла» / The Lotus at Mitchell House
- 1923 — «Жёлтый» / The Yellow One
- 1931 — «Рекомендованная пыль» / Requickened Dust
- 1935 — «Навсегда» / Forever
- 1949 — Обещания» / The Promise

## Избранная фильмография
- 1941 — «Цветы в пыли» / Blossoms in Dust
- 1957 — «Незабываемый роман» / An Affair to Remember
- 1960 — «Дни в Долине Смерти» / Death Valley Days
- 1994 — «Любовная история» / Love Affair
- 1999 — «Мятежная душа» / Mann